# Vendin-le-Vieil
Vendin-le-Vieil är en kommun i departementet Pas-de-Calais i regionen Hauts-de-France i norra Frankrike. Kommunen ligger i kantonen Wingles som tillhör arrondissementet Lens. År 2022 hade Vendin-le-Vieil 8 596 invånare.

## Befolkningsutveckling
Antalet invånare i kommunen Vendin-le-Vieil
| Referens: INSEE |